# Body like a Back Road
Body like a Back Road è un singolo del cantante statunitense Sam Hunt, pubblicato nel febbraio 2017 da MCA Nashville. La canzone è stata scritta da Sam Hunt, Zach Crowell, Shane McAnally and Josh Osborne.

## Tracce
1. Body like a Back Road – 2:45